# Поспелихинский район
Поспе́лихинский райо́н — административно-территориальное образование (сельский район) и муниципальное образование (муниципальный район) в  Алтайском крае России.
Административный центр — село Поспелиха, расположенное в 211 км от Барнаула.

## География
Район расположен на юго-западе края. Площадь — 2423 км².
Климат континентальный. Средняя температура января −17,8°С, июля +20,2°С. Годовой уровень атмосферных осадков — 375 мм.
По территории района протекают реки Алей, Чарыш, Поперечная, Клепечиха, Локтевка. Озёра — Гусиное, Сидорошино. Почвы — суглинисто-чернозёмные, солонцевато-подзолистые, песчаные. Ландшафт — лесостепь с колками, придающими неповторимый вид. Растут берёза, тополь, осина, кустарники, в степной части — злаковые травы. Обитают лось, лиса, заяц, хорек, коза, суслик.

## История
Образован в 1924 году.

## Население
| 1939    | 1959    | 1970    | 1979    | 1989    | 1996    | 1997    | 1998    | 1999    |
| ------- | ------- | ------- | ------- | ------- | ------- | ------- | ------- | ------- |
| 29 557  | ↗33 542 | ↘31 180 | ↘29 137 | ↘28 560 | ↗30 300 | ↘29 900 | ↘29 800 | ↘29 400 |
| 2000    | 2001    | 2002    | 2003    | 2004    | 2005    | 2006    | 2007    | 2008    |
| ↘29 100 | ↘28 600 | ↘28 200 | ↘28 004 | ↘27 846 | ↘27 631 | ↘27 422 | ↘27 341 | ↗27 429 |
| 2009    | 2010    | 2011    | 2012    | 2013    | 2014    | 2015    | 2016    | 2017    |
| ↘26 881 | ↘24 788 | ↘24 710 | ↘24 500 | ↘24 215 | ↘23 782 | ↘23 580 | ↘23 407 | ↘23 191 |
| 2018    | 2019    | 2020    | 2021    |         |         |         |         |         |
| ↘23 140 | ↘22 855 | ↘22 534 | ↘19 947 |         |         |         |         |         |

### Национальный состав[20]
| национальность | мужчин | женщин | всего  | %    |
| -------------- | ------ | ------ | ------ | ---- |
| русские        | 12 023 | 13 756 | 25 779 | 91,8 |
| немцы          | 672    | 696    | 1 368  | 4,87 |
| украинцы       | 136    | 178    | 314    | 1,12 |
| армяне         | 63     | 44     | 107    | 0,38 |
| белорусы       | 38     | 38     | 76     | 0,27 |
| азербайджанцы  | 42     | 25     | 67     | 0,24 |
| татары         | 22     | 39     | 61     | 0,22 |
| корейцы        | 23     | 23     | 46     | 0,16 |
| итого:         | 13 169 | 14 896 | 28 065 | 100  |

## Административно-муниципальное устройство
Поспелихинский район с точки зрения административно-территориального устройства края включает 11 административно-территориальных образований — 11 сельсоветов.
Поспелихинский муниципальный район в рамках муниципального устройства включает 11 муниципальных образований со статусом сельских поселений:
| №  | Сельское поселение                   | Административный центр          | Количество населённых пунктов | Население (чел.) | Площадь (км²) |
| -- | ------------------------------------ | ------------------------------- | ----------------------------- | ---------------- | ------------- |
| 1  | 12 лет Октября сельсовет             | посёлок 12 лет Октября          | 4                             | ↘725             | 188,70        |
| 2  | Борковский сельсовет                 | посёлок Хлебороб                | 3                             | ↘1056            | 356,61        |
| 3  | Калмыцко-Мысовской сельсовет         | село Калмыцкие Мысы             | 1                             | ↘1056            | 214,73        |
| 4  | Клепечихинский сельсовет             | село Клепечиха                  | 2                             | ↗1304            | 216,89        |
| 5  | Красноалтайский сельсовет            | посёлок Факел Социализма        | 2                             | ↘938             | 164,52        |
| 6  | Красноярский сельсовет               | село Красноярское               | 3                             | ↘790             | 281,34        |
| 7  | Мамонтовский сельсовет               | посёлок Посёлок имени Мамонтова | 2                             | ↗1760            | 213,84        |
| 8  | Николаевский сельсовет               | село Николаевка                 | 2                             | ↘1549            | 346,77        |
| 9  | Озимовский сельсовет                 | железнодорожная станция Озимая  | 1                             | ↘651             | 133,59        |
| 10 | Поспелихинский сельсовет             | посёлок Поспелихинский          | 3                             | ↘1036            | 275,99        |
| 11 | Поспелихинский Центральный сельсовет | село Поспелиха                  | 1                             | ↘10 423          | 29,91         |

### Населённые пункты
В Поспелихинском районе 24 населённых пункта.
В сносках к названию населённого пункта указана муниципальная принадлежность

| Поспелиха               | ↘10 423 |
| Посёлок имени Мамонтова | ↗1435   |
| Николаевка              | ↘1293   |
| Клепечиха               | ↘1235   |
| Поспелихинский          | ↗1062   |
| Калмыцкие Мысы          | ↘1056   |
| Красноярское            | ↘790    |
| Хлебороб                | ↗710    |

| 12 лет Октября   | ↘691 |
| Озимая           | ↘651 |
| Факел Социализма | →564 |
| Вавилонский      | ↘405 |
| Котляровка       | ↘388 |
| Гавриловский     | ↘377 |
| Крутой Яр        | ↘317 |
| Поломошное       | →129 |

| Маханово         | ↘83 |
| Берёзовка        | ↘76 |
| Степнобугринский | ↘20 |
| Большевик        | ↘47 |
| Новый Мир        | ↘39 |
| Борок            | ↗30 |
| Благодатный      | ↘4  |
| Ходаевский       | ↘0  |

В 2000 году упразднён посёлок Целинный Поспелихинского сельсовета.

## Экономика

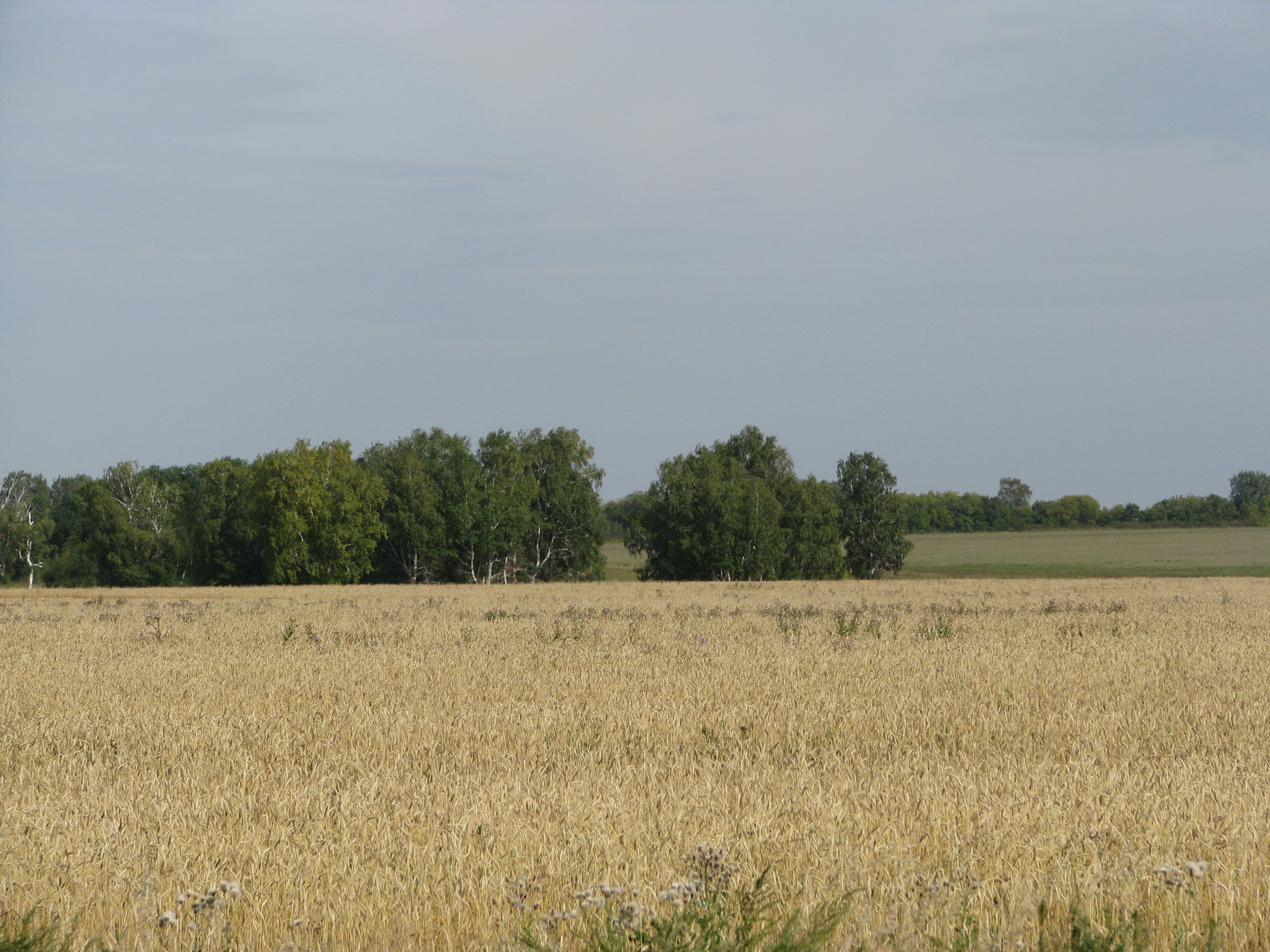
Поля с колком и лесополосой в степи

Основное направление экономики — сельское хозяйство. Развито производство зерна, животноводство. На территории района находятся элеватор, макаронная фабрика, комбинат хлебопродуктов, маслосырзавод, пищекомбинат, ремтехпредприятие.

## Транспорт
По территории района проходит федеральная автомобильная трасса А349 Барнаул—Рубцовск—Семипалатинск, которая является частью азиатского маршрута AH64 и железнодорожные пути Алтайского отделения Западно-Сибирской железной дороги.
Общая протяжённость улично-дорожной сети района составляет 4330 км. На территории района зарегистрировано более 9000 единиц транспорта.

## Известные жители, связанные с районом
- Гончаров Иван Иванович — полный кавалер ордена Славы
- Зубарев Михаил Степанович — Герой Советского Союза
- Кузнецов Иван Лазаревич — Герой Советского Союза
- Попов Василий Андреевич — Герой Советского Союза
- Фролов Михаил Павлович — Герой Советского Союза
- Буханько, Николай Николаевич — Герой Социалистического Труда
- Паничева Мария Васильевна — Герой Социалистического Труда
- Токарев Александр Павлович — Герой Социалистического Труда
- Меньшов Виктор Иванович — лауреат премии Совета Министров СССР
- Ледях Геннадий Васильевич — артист балета Большого театра СССР, балетмейстер, педагог. Заслуженный артист РСФСР.